# Heinz Vogel (Journalist)
Heinz Vogel (* 24. Oktober 1922 in Paplitz/Provinz Sachsen; † 15. Mai 1994 in Berlin) war ein deutscher Sportjournalist.

## Leben
Sein Volontariat als Sportjournalist absolvierte der aktive Mittelstreckler Heinz Vogel ab 1949 bei der Berliner Zeitung in der DDR. Schon bald schrieb er auch für westdeutsche Blätter – unter dem Pseudonym Heinz Sperling für das Fachmagazin Leichtathletik, unter dem Pseudonym Stefan Henry für die Frankfurter Allgemeine Zeitung (FAZ). Nach der Übersiedlung in die Bundesrepublik stieß Heinz Vogel 1958 als Nachfolger von Gustav Schwenk zum Redaktionsteam des Sport-Informations-Dienstes (SID)  in Düsseldorf, wo er bald Mitglied der Redaktionsleitung wurde und sich als einer der führenden Leichtathletik-Experten Deutschlands einen Namen machte. Von 1972 bis 1990 wirkte Vogel als Chefredakteur der Leichtathletik in Berlin. Vogel berichtete von allen großen Sportwettkämpfen (Welt- und Europameisterschaften, Olympische Spiele) seiner Zeit. 1986 verlieh ihm der Deutsche Leichtathletik-Verband den Heinz-Cavalier-Preis (heute DLV Medienpreis).
Berühmt war Heinz Vogel für sein selbst erarbeitetes Leichtathletik-Archiv und sein hervorragendes Faktengedächtnis. Er stellte sein Archiv auch der Wissenschaft zur Verfügung. Die FAZ nannte ihn in ihrem Nachruf ein „wandelndes Lexikon“, doch wurde auch sein „humorvoller Sarkasmus“ gerühmt, der ihn unter Kollegen und Athleten überaus beliebt machte. Einem Millionenpublikum stellte sich Heinz Vogel in dem TV-Quiz Der Große Preis von Wim Thoelke vor, wo er zweimal als Leichtathletik-Experte auftrat.